# كولنسونية
الكولنسونية (الاسم العلمي:Collinsonia) هي جنس من النباتات يتبع الفصيلة الشفوية من رتبة الشفويات. سمي هذا الجنس من قبل عالم النبات السويدي كارل لينيوس تكريماً لعالم النبات الإنكليزي بيتر كولنسون (1694-1768) (بالإنجليزية: Peter Collinson)‏.

## أنواع الكولنسونية
- كولنسونية أنيسونية (الاسم العلمي:Collinsonia anisata)
- كولنسونية جنوبية (الاسم العلمي:Collinsonia australis)
- كولنسونية كندية (الاسم العلمي:Collinsonia canadensis)
- كولنسونية إلشولتزية (الاسم العلمي:Collinsonia elsholtzioides)
- كولنسونية غدية (الاسم العلمي:Collinsonia glandulosa)
- كولنسونية يابانية (الاسم العلمي:Collinsonia japonica)
- كولنسونية كبيرة القنابات (الاسم العلمي:Collinsonia macrobracteata)
- كولنسونية منقطة (الاسم العلمي:Collinsonia punctata)
- كولنسونية صينية (الاسم العلمي:Collinsonia sinensis)
- كولنسونية سيشوانية (الاسم العلمي:Collinsonia szechuanensis)
- كولنسونية مجدولة (الاسم العلمي:Collinsonia verticillata)